# Бјарне Стравструп
Бјарне Стравструп (дан. Bjarne Stroustrup; Орхус, 30. децембар 1950) је дански информатичар и математичар који је познат као творац програмског језика . Гостујући је професор на Универзитету Колумбија, а ради у банци Морган Стенли у Њујорку као генерални директор.

## Образовање
Магистрирао је математику и рачунарство 1975. године на Универзитету у Орхусу у Данској, а докторирао рачунарство 1979. на Универзитету у Кембриџу у Енглеској. Ментор му је био Дејвид Вилер.

## Каријера
Стравструп је почео развијати C++ 1979. године, који се тада звао „C са класама” и, његовим речима, „изумео је C++, написао његове ране дефиниције и израдио његову прву имплементацију... изабрао и формулисао критеријуме дизајна за C++, дизајнирао све његове главне објекте и био одговоран за обраду предлога за проширење у Комитету за C++ стандарде”. Такође је аутор књиге о програмском језику C++, The C++ Programming Language. Био је руководилац Истраживачког одељења за програмирање у Беловим лабораторијама од његовог настанка до краја 2002. године. Изабран је за члана Националне академије инжењерства (енгл. National Academy of Engineering) 2004. године.